# Kormanov stadion
Kormanov stadion je športski stadion, koji se nalazi u Port Vili u glavnom gradu Vanuatua. 
To je nacionalni stadion i dom Vanuatske nogometne reprezentacije. Kapacitet stadiona je 6500 mjesta. Stadion je dobio ime po vanautskom političaru, čelniku Republikanske stranke, koji se zove Maxime Carlot Korman. Nogometni klub Amicale igra utakmice na ovom stadionu.